# Great Chazy River
Der Great Chazy River ist ein Zufluss des Lake Champlain im Clinton County des US-Bundesstaats New York.

## Flusslauf
Der Great Chazy River hat seinen Ursprung im Chazy Lake in den nordöstlichen Ausläufern der Adirondack Mountains. Von dort fließt er in nordnordöstlicher Richtung. Er durchfließt den Miner Lake im gleichnamigen State Park. Anschließend passiert der Great Chazy River den Ort Altona. Bei Mooers Fork mündet der North Branch Great Chazy River linksseitig in den Fluss. Nun wendet sich der Great Chazy River nach Osten und fließt an Mooers und in Champlain weniger als einen Kilometer entfernt von der Grenze zwischen Kanada und den Vereinigten Staaten vorbei, bevor er die King Bay am Westufer des Lake Champlain erreicht und in diesen mündet. Der Great Chazy River hat eine Länge von etwa 70 km.